# 连云港核废料事件
连云港核废料事件（或称：连云港反核示威活动）是2016年8月发生在中华人民共和国江苏省连云港市海州区的一起群体性抗议事件。因当地政府有意开展核循环项目选址前期工作，导致市民担心核污染问题而引起的抗议反核示威活动。后在市民的抗议下，连云港市政府暂停了该项目。